# Liste der Kulturdenkmale in Zöblitz
Die Liste der Kulturdenkmale in Zöblitz enthält die Kulturdenkmale des Ortsteils Zöblitz der Großen Kreisstadt Marienberg im Erzgebirgskreis in Sachsen, die in der Denkmalliste vom Landesamt für Denkmalpflege Sachsen mit Stand von 2013 erfasst wurden. Sie ist eine Teilliste der Liste der Kulturdenkmale in Sachsen.

## Legende
- Bild: Zeigt ein Bild des Kulturdenkmals. Ggf. wird darunter auch ein Link zu weiteren Bildern bei Wikimedia Commons angezeigt.
- Bezeichnung: Nennt den Namen, die Bezeichnung oder die Art des Kulturdenkmals.
- Lage: Nennt den Straßennamen und wenn vorhanden die Hausnummer des Kulturdenkmals. Die Grundsortierung der Liste erfolgt nach dieser Adresse. Der Link „Karte“ führt zu verschiedenen Kartendarstellungen und nennt die Koordinaten des Kulturdenkmals.
- Datierung: Gibt die Datierung an; das Jahr der Fertigstellung bzw. den Zeitraum der Errichtung. Eine Sortierung nach Jahr ist möglich.
- Beschreibung: Nennt bauliche und geschichtliche Einzelheiten des Kulturdenkmals, vorzugsweise die Denkmaleigenschaften.
- ID: Gibt die vom Landesamt für Denkmalpflege Sachsen vergebene Objekt-ID des Kulturdenkmals an.

## Denkmalliste Zöblitz
| Bild                                    | Bezeichnung                    | Lage                                 | Datierung | Beschreibung | ID |
| --------------------------------------- | ------------------------------ | ------------------------------------ | --------- | --- | -- |
| Direkt Bild zu diesem Denkmal hochladen | Gottes Segen Fundgrube         | (Karte)                              |           | Mundloch, Stolln und Halde der Gottes Segen Fundgrube                                                                                         |    |
| Direkt Bild zu diesem Denkmal hochladen | Wohnhaus                       | Am Marktplatz 21 (Karte)             |           | Wohnhaus in geschlossener Bebauung |    |
| Direkt Bild zu diesem Denkmal hochladen | Pfarrhaus                      | Am Marktplatz 82 (Karte)             |           | Pfarrhaus in geschlossener Bebauung |    |
| Direkt Bild zu diesem Denkmal hochladen | Kriegerdenkmal                 | Am Marktplatz (Karte)                |           | Kriegerdenkmal für die Gefallenen des Deutsch-Französischen Krieges                                                                           |    |
| Direkt Bild zu diesem Denkmal hochladen | Tiefer Blühend Glück Stolln    | Amtsseite-Hinterer Grund (Karte)     |           | Stolln und Mundloch des Tiefer Blühend Glück Stollns                                                                                          |    |
| Direkt Bild zu diesem Denkmal hochladen | Wohnhaus                       | Ansprunger Hauptstraße 11 (Karte)    |           | Wohnhaus (Pension Schalling ?) |    |
|                                         | Meilenstein                    | Bahnhofstraße 18 (neben) (Karte)     |           | Königlich-Sächsische Meilenstein – Meilenstein, zum Kilometerstein umgearbeitet                                                               |    |
|                                         | Amtsgericht (ehem.)            | Bahnhofstraße 1 (Karte)              |           | Amtsgericht (ehem.); heute Heimat- und Serpentinsteinmuseum – Ehemaliges Amtsgericht in halboffener Bebauung und in Ecklage, heute Museum     |    |
| Direkt Bild zu diesem Denkmal hochladen | Altes Forsthaus                | Bahnhofstraße 10 (Karte)             |           | Ehemaliges Forsthaus, jetzt Wohnhaus in offener Bebauung                                                                                      |    |
| Direkt Bild zu diesem Denkmal hochladen | Wohnhaus                       | Bahnhofstraße 19 (Karte)             |           | Wohnhaus in offener Bebauung, mit Garten (Gartendenkmal)                                                                                      |    |
| Direkt Bild zu diesem Denkmal hochladen | Bauernhof                      | Grundauer Weg 9 (Karte)              |           | Wohnstallhaus und Seitengebäude eines Bauernhofes                                                                                             |    |
| Direkt Bild zu diesem Denkmal hochladen | Wohnhaus                       | Johannisstraße 17 (Karte)            |           | Wohnhaus in geschlossener Bebauung |    |
| Direkt Bild zu diesem Denkmal hochladen | Wohnhaus                       | Johannisstraße 87 (Karte)            |           | Wohnhaus in geschlossener Bebauung |    |
| Direkt Bild zu diesem Denkmal hochladen | Wohnhaus                       | Johannisstraße 111 (Karte)           |           | Wohnhaus in geschlossener Bebauung |    |
| Direkt Bild zu diesem Denkmal hochladen | Wohnhaus                       | Johannisstraße 112 (Karte)           |           | Wohnhaus in geschlossener Bebauung |    |
| Direkt Bild zu diesem Denkmal hochladen | Wohnhaus                       | Kleine Seite 6 (Karte)               |           | Wohnhaus |    |
|                                         | Gedenkstein und Kriegerdenkmal | Morgensternhöhe (Karte)              |           | In den Fels geritzter Gedenkstein für Kaiser Wilhelm II. und in der Nähe Kriegerdenkmal für die Gefallenen des Ersten Weltkrieges             |    |
| Direkt Bild zu diesem Denkmal hochladen | Schule                         | Rübenauer Straße 11 (Karte)          |           | Schule |    |
| Direkt Bild zu diesem Denkmal hochladen | Villa                          | Rübenauer Straße 17 (Karte)          |           | Villa mit Garten und Einfriedung |    |
| Direkt Bild zu diesem Denkmal hochladen | Wohnstallhaus                  | Rübenauer Straße 38 (Karte)          |           | Wohnstallhaus eines ehemaligen Zweiseithofes                                                                                                  |    |
| Direkt Bild zu diesem Denkmal hochladen | Wohnstallhaus                  | Rübenauer Straße 48 (Karte)          |           | Ehemaliges Wohnstallhaus eines Zweiseithofes                                                                                                  |    |
|                                         | Stadtkirche Zöblitz            | Schützenstraße 6 (Karte)             |           | Ev. Stadtkirche Zöblitz – Kirche (mit Ausstattung)                                                                                            |    |
| Direkt Bild zu diesem Denkmal hochladen | Auszugshaus                    | Serpentinsteinstraße 52 (Karte)      |           | Auszugshaus eines Bauernhofes |    |
| Direkt Bild zu diesem Denkmal hochladen | Wohnhaus                       | Sorgauer Dorfstraße 2 (Karte)        |           | Wohnhaus |    |
| Direkt Bild zu diesem Denkmal hochladen | Zweiseithof                    | Sorgauer Dorfstraße 4 (Karte)        |           | Wohnstallhaus und Scheune eines Zweiseithofes                                                                                                 |    |
| Direkt Bild zu diesem Denkmal hochladen | Wohnstallhaus                  | Sorgauer Dorfstraße 15 (Karte)       |           | Wohnstallhaus eines Bauernhofes |    |
| Direkt Bild zu diesem Denkmal hochladen | Gasthof                        | Sorgauer Dorfstraße 23 (Karte)       |           | Gasthof mit Saalanbau |    |
| Direkt Bild zu diesem Denkmal hochladen | Dreiseithof                    | Sorgauer Dorfstraße 27 (Karte)       |           | Wohnstallhaus, Scheune und Seitengebäude eines Dreiseithofes                                                                                  |    |
| Direkt Bild zu diesem Denkmal hochladen | Wohnhaus                       | Sorgauer Dorfstraße 31 (Karte)       |           | Wohnhaus und Torbogen eines Bauernhofes |    |
| Direkt Bild zu diesem Denkmal hochladen | Schule                         | Sorgauer Dorfstraße 36 (Karte)       |           | Schule |    |
| Direkt Bild zu diesem Denkmal hochladen | Wohnstallhaus                  | Sorgauer Dorfstraße 60a (Karte)      |           | Wohnstallhaus eines Bauernhofes |    |
| Direkt Bild zu diesem Denkmal hochladen | Straßenbrücke                  | Sorgauer Dorfstraße 64 (bei) (Karte) |           | Straßenbrücke über den Kretzschenbach |    |
| Direkt Bild zu diesem Denkmal hochladen | Wohnstallhaus                  | Sorgauer Dorfstraße 66 (Karte)       |           | Wohnstallhaus eines Bauernhofes |    |
| Direkt Bild zu diesem Denkmal hochladen | Forsthaus                      | Sorgauer Dorfstraße 69 (Karte)       |           | Ehemaliges Forsthaus, jetzt Wohnhaus |    |
| Direkt Bild zu diesem Denkmal hochladen | Fabrikantenvilla               | Sorgauer Straße 14 (Karte)           |           | Fabrikantenvilla mit Einfriedung und Pforte                                                                                                   |    |
| Direkt Bild zu diesem Denkmal hochladen | Natursteinwerke Zöblitz        | Sorgauer Straße 18 (bei) (Karte)     |           | Historische Drehbank auf Sockel (Drehbank Inv. Nr. 68 und 69), Bohrmaschine (Inv. Nr. 0104/53) zur Serpentinsteinverarbeitung in einer Fabrik |    |
| Direkt Bild zu diesem Denkmal hochladen | Wohnhaus                       | Vorwerk 214 (Karte)                  |           | Wohnhaus und Scheune eines Zweiseithofes |    |